# Raimonda Kudytė
Raimonda Kudytė (ur. 10 października 1975 w Kownie) – litewska piłkarka, grająca na pozycji pomocnika, reprezentantka Litwy.

## Kariera piłkarska

### Kariera klubowa
Raimonda od dzieciństwa pasjonowała się piłką ręczną i koszykówką. Jednak stopniowo zaczęła interesować się piłką nożną. Początkowo grała z chłopcami na podwórku, a od 7 roku życia zdecydowała się skoncentrować się na piłce nożnej. Przy wsparciu ojca chrzestnego od 12 roku życia uczyła się w kobiecej sekcji piłki nożnej klubu Sportinternat w Kownie – pierwszym trenerem był Ramualdas Lavrinavičius.
W 1989 rozpoczęła karierę klubową w seniorskiej drużynie Kotton Kaunas, która występowała w Mistrzostwach ZSRR, reprezentując miejscową fabrykę wyrobów pończoszniczych o tej samej nazwie. W 1991 roku przeniosła się do RAF Jelgava. Po rozpadzie ZSRR próbowała swoich sił w rosyjskim klubie Kałużanka Kaługa, ale po rozegraniu trzech meczów doznała kontuzji (choć przed rozpoczęciem sezonem rozegrała dla Kałużanki 16 meczów i strzeliła 3 gole) i wkrótce wróciła do Kowna. W październiku 1993 roku podczas wyjazdowego meczu eliminacyjnego z reprezentacją Bułgarii na Raimondę zwrócił uwagę przedstawiciel komisji selekcyjnej bułgarskiego klubu. W 1994 roku podpisała kontrakt z Grand Otel Warna, gdzie występowała do 1996 roku. Mistrzostwa w Bułgarii odbywały się w systemie "jesień-wiosna", a w miesiącach letnich grała w litewskim klubie Politechnika-Sika (nazywała się też Olympia-Centras, Politechnika, Gabija-Politechnika). Jednak w związku z utratą przez Politechnikę statusu klubu zawodowego zdecydowała się spróbować swoich sił za granicą.
W sierpniu 1999 roku przeniosła się do Eniergii Woroneż, ale nie zdołała przebić się do podstawowego składu w klubie i już w 2000 przeniosła się do Kubanoczki Krasnodar. Z powodu problemów finansowych opuściła zespół i w 2002 roku przeniosła się na Ukrainę, gdzie przez rok grała w donieckim zespole Metałurh-Doneczczanka. Jednak klub z Doniecka zaczął mieć także problemy finansowe; zespół wkrótce stracił sponsora. Dlatego w sezonie 2003 odpowiedziała na zaproszenie Władimira Kułajewa i zagrała w drużynie Charkiw-Kondycioner, pomagając drużynie zdobyć złote medale Mistrzostw Ukrainy oraz Puchar Ukrainy. Ponadto została królową strzelców mistrzostw Ukrainy. W 2004 roku klub ponownie zdobył mistrzostwo Ukrainy, ale tym razem w drużynie o nazwie Metalist (od 2004 roku Charkiw-Kondycioner stał się częścią struktury klubu Metalist Charków).
Następnie wróciła do ojczyzny, gdzie została zawodniczką klubu FM Kaunas, a potem FC Gintra Universitetas. Uczestniczka Ligi Mistrzów Kobiet w barwach Gintry. W 2011 wyjechała do Polski, gdzie grała w Górniku Łęczna, a w kolejnym sezonie w szczecińskiej Pogoni.

### Kariera reprezentacyjna
15 sierpnia 1993 roku zadebiutowała w seniorskiej kadrze narodowej w przegranym 0:11 meczu kwalifikacyjnym do Euro-95 z Danią. Wcześniej broniła barw młodzieżowej reprezentacji ZSRR.

## Sukcesy i odznaczenia

### Sukcesy klubowe
Olympia-Centras/Politechnika/Gabija-Politechnika/Politechnika-Sika
- mistrz Litwy: 1994, 1995, 1997, 1999

Grand Otel Warna
- mistrz Bułgarii: 1994/95, 1995/96
- zdobywca Pucharu Bułgarii: 1994/95

Eniergija Woroneż
- wicemistrz Rosji: 1999
- zdobywca Pucharu Rosji: 1999

Charkiw-Kondycioner/Metalist Charków
- mistrz Ukrainy: 2003, 2004
- finalista Pucharu Ukrainy: 2003, 2004

Gintra Universitetas
- mistrz Litwy: 2006, 2007, 2008, 2009, 2010, 2011
- zdobywca Pucharu Litwy: 2006, 2007, 2008, 2009, 2010, 2011
- mistrz Women's Baltic Football League: 2006, 2008

### Sukcesy reprezentacyjne
- zdobywca Women's Baltic Football Cup: 1996, 1998

### Sukcesy indywidualne
- królowa strzelców mistrzostw Ukrainy: 2003 (20 goli)
- najlepsza piłkarka Litwy: 2006, 2007, 2008